# Topo (satélite)
TOPO (ou Topo I) é a desinação de um satélite que foi lançado em 8 de abril de 1970 para atender as necessidades do U.S. Army Topographic Command.
Sua função primária era determinar a precisão de um outro conjunto de satélites para fins geodésicos, a família SECOR.